# Робертсон, Флойд
Флойд Робертсон (англ. Floyd Robertson; 7 января 1937 — 1 января 1983) — ганский боксер-профессионал выступавший в полулёгкой весовой категории. Чемпион Ганы (1958), Чемпион стран Содружества. Дважды был претендентом на титулы чемпиона мира по версиям WBA и WBC.

## Карьера
Флойд Робертсон дебютировал на профессиональном ринге 1 октября 1956 года одержав победу над Стокером Аганой. 8 февраля 1958 года выиграл свой первый титул чемпиона Ганы в полулёгком весе — свой первый титул в профессиональной карьере. 26 ноября 1960 года выиграл титул чемпион стран Содружества в полулёгком весе. 4 августа 1962 года защитил титул чемпиона стран Содружества в бою со своим соотечественником Лавом Аллотеем. 5 октября 1963 года вновь защитил титул в бою со своим соотечественником Джо Тетте.
9 мая 1964 года провёл бой против чемпиона мира по версиям WBA и WBC Шугара Рамоса за чемпионские титулы которые ему принадлежали. Поединок продлился 15 раундов и завершился победой действующего чемпион  со счётом 70:69. 12 сентября 1966 года Робертсон предпринял вторую попытку завоевать чемпионские титул WBA и WBC, выйдя на бой против их тогдашнего обладателя Винсента Сальвадора. Поединок закончился победой Сальвадора нокаутом во втором раунде.  12 февраля 1966 года провёл последний титульный бой за титул чемпиона стран Содружества, но проиграл отказавшись от продолжения боя после 9-го раунда. 1 января 1968 года провёл свой последний бой на профессиональном ринге против Лоуренса Экпели, одержав победу судейским решением.
Всего за свою карьеру Робертсон провёл 51 бой, в 34 одержал победу (11 досрочно), 13 боев проиграл (3 досрочно) и 4 свёл вничью.
Флойд Робертсон скончался 1 января 1983 года.